# Phẫu thuật chuyển giới (nam thành nữ)
Phẫu thuật chuyển giới cho nam thành nữ bao gồm việc loại bỏ hệ sinh dục nam và định hình thành một dạng mới với ngoại hình và chức năng giống như của hệ sinh dục nữ càng nhiều càng tốt. Trước khi phẫu thuật, bệnh nhân thường trải qua liệu pháp thay thế hormone (HRT), và tùy thuộc vào độ tuổi bắt đầu HRT, xử lý tẩy lông mặt. Có những phẫu thuật liên quan mà bệnh nhân có thể lựa chọn, bao gồm phẫu thuật thẩm mỹ nhằm nữ tính hóa khuôn mặt, nâng ngực và nhiều phẫu thuật khác.

## Lịch sử
Lili Elbe là người đầu tiên phẫu thuật chuyển giới nam sang nữ, tại nước Đức vào năm 1930. Lili đã trải qua bốn cuộc phẫu thuật: cắt bỏ tinh hoàn, chỉnh hình buồng trứng, cắt bỏ dương vật, và tạo hình âm đạo kiêm ghép tử cung. Tuy nhiên, Lili đã chết tại thời điểm ba tháng sau ca phẫu thuật cuối cùng do những biến chứng y tế. Tuy nhiên, theo nghiên cứu hiện nay thì Lili không phải nam giới mà gần như chắc chắn là người lưỡng tính (người có cả 2 bộ phận sinh dục nam - nữ), một vài báo cáo cho thấy Lili đã có tử cung trong khoang bụng.
Christine Jorgensen có khả năng là người trải qua phẫu thuật chuyển đổi giới tính nổi tiếng nhất, đã phẫu thuật tại Đan Mạch vào cuối năm 1952 và công khai giới tính ngay sau đó. Cô là một người ủng hộ mạnh mẽ cho quyền của người chuyển giới.
Một người nổi tiếng khác trải qua phẫu thuật chuyển đổi giới tính từ nam sang nữ là Renée Richards. Renée đã thực hiện phẫu thuật chuyển đổi vào giữa những năm 1970, và thành công trong việc vận động để người chuyển giới được tham gia thi đấu ở một số môn trong thể thao Hoa Kỳ.
Ca phẫu thuật chuyển nam sang nữ đầu tiên ở Hoa Kỳ diễn ra vào năm 1966 tại Trung tâm Y tế Đại học Johns Hopkins. Bác sĩ đầu tiên thực hiện ca phẫu thuật dạng này ở Hoa Kỳ là Elmer Belt, người đã làm như vậy cho đến cuối những năm 1960.
Năm 1997, Seargent Sylvain Durand trở thành thành viên đầu tiên của Quân đội Canada chuyển từ nam sang nữ, và trở thành thành viên đầu tiên của bất kỳ quân đội nào trên toàn thế giới chuyển giới công khai khi phục vụ trong quân đội. Vào ngày Canada năm 1998, quân đội đã đổi tên cô từ Sylvain thành Sylvia và thay đổi giới tính của cô trên tất cả các tài liệu hồ sơ cá nhân. Năm 1999, quân đội đã trả tiền cho phẫu thuật chuyển giới tính của cô. Sylvia tiếp tục phục vụ và được thăng cấp bậc sĩ quan quân nhu. Khi nghỉ hưu vào năm 2012, sau hơn 31 năm phục vụ, cô là trợ lý cho Cơ quan điều hành truyền thông của Quân đội Canada.